# Carol Gibson
Carol Gibson (* 15. Dezember 1964 in Camrose) ist eine ehemalige kanadische Skilangläuferin.

## Werdegang
Gibson, die für den Camrose Viking Ski Club startete, trat international erstmals bei den Junioren-Skiweltmeisterschaften 1982 in Murau in Erscheinung. Dort belegte sie den 44. Platz über 5 km und den 12. Rang mit der Staffel. In den folgenden Jahren kam sie bei den Junioren-Skiweltmeisterschaften 1983 in Kuopio auf den 30. Platz über 5 km und auf den neunten Rang mit der Staffel und bei den Junioren-Skiweltmeisterschaften 1984 in Trondheim auf den 42. Platz über 10 km. Ihre besten Platzierungen bei den nordischen Skiweltmeisterschaften 1985 in Seefeld in Tirol waren der 25. Platz über 20 km und der neunte Rang mit der Staffel. In der Saison 1986/87 wurde sie beim Weltcup in Calgary Zweite mit der Staffel und lief bei den nordischen Skiweltmeisterschaften 1987 in Oberstdorf auf den 27. Platz über 5 km klassisch, auf den 26. Rang über 20 km Freistil und auf den 21. Platz über 10 km klassisch. Zudem wurde sie dort Siebte mit der Staffel. Im folgenden Jahr belegte sie bei den Olympischen Winterspielen in Calgary jeweils den 33. Platz über 10 km klassisch und 5 km klassisch, den 26. Rang über 20 km Freistil und zusammen mit Angela Schmidt-Foster, Lorna Sasseville und Marie-Andrée Masson den neunten Platz in der Staffel. Letztmals international startete sie bei den nordischen Skiweltmeisterschaften 1989 in Lahti. Dort errang sie den 32. Platz über 30 km Freistil.